# Абт Спортслайн
„Абт Спортслайн“ (Abt Sportsline) е германска фирма от град Кемптен, Бавария, която прави тунинг на автомобили от марките Ауди, Фолксваген, Шкода и Сеат. Собственици на компанията са братята Ханс-Юрген и Кристиан Абт. Те продължават традициите на 111-годишна фирма, в която работят 4 поколения от семейството.
През 1896 г. Йохан Абт отваря ковачница в Кемптен. В нея той не само пригажда файтони за зимния сезон, но и ремонтира коли. През 1920 г. Абт решава да се занимава само с коли. По това време към него се присъединяват и синовете му Йозеф и Ханс. През 1950-те год= фирмата вече поддържа добри връзки с „Ауто Унион“. По това време започва състезателната кариера на Йохан Абт – син на Йозеф и баща на Ханс-Юрген и Кристиан – първоначално в мотоциклетни състезания, а от 1957 до 1970 г. се състезава в автомобилни ралита за заводските отбори на DKW и Абарт. По-късно основава собствен отбор – Abt Motorsport, който записва успехи в различни състезания. Сътрудничеството с Ауди датира от 1975 г.
През 2003 г. фирмата е поета от Ханс-Юрген и Кристиан, който е и автомобилен състезател и участва в ДТМ.
„Абт Спортслайн“ има свой отбор в ДТМ и 3 спечелени титли – през 2002 (Лорен Айело), 2004 и 2007 г. (Матиас Екстрьом).